# روبرت شيرلي

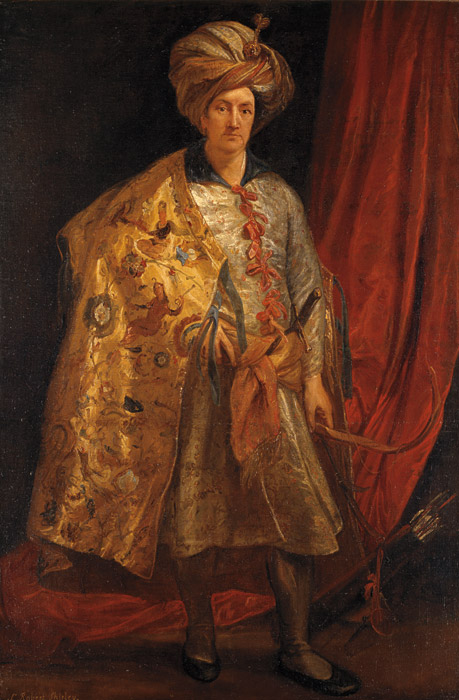
السير روبرت شيرلي

روبرت شيرلي(بالإنجليزية: Sir Robert Shirley or Sherley)‏(1628-1581 م) رحالة ومغامر إنجليزي، وهو الشقيق الأصغر للسير أنتوني شيرلي والسير توماس شيرلي الثاني.اشتهر بمساعدته في تحديث وتحسين الجيش الفارسي الصفوي وفقاٌ للنموذج البريطاني، بناء على طلب الشاه عباس الأول الصفوي.وقد نجح في ذلك واصبح الصفويون منذ ذلك الحين قوة مساوية لمنافسهم اللدود الإمبراطورية العثمانية.

## العائلة
كان روبرت شيرلي الابن الثالث للسير توماس شيرلي الأول (المتوفى 1612) من قرية ويستون، في مقاطعة غرب ساسكس ، وآن كيمبي، ابنة السير توماس كيمبي (المتوفى 7 مارس 1591) من أولانتي في قرية (واي Wye) التاريخية في كنت.كان لديه شقيقان أكبر منه سناٌ هما، السير توماس شيرلي (المتوفى 1634) و السير أنتوني شيرلي، وست أخوات عاشوا معه في الطفولة.

## العمل
سافر روبرت شيرلي إلى بلاد فارس عام 1598، مرافقاً لشقيقه أنتوني شيرلي، الذي أرسل إلى بلاد فارس الصفوية من (1 ديسمبر 1599 إلى مايو 1600)، مع 5000 حصان لتدريب الجيش الفارسي وفقاً لقواعد وعادات الميليشيا الإنجليزية ولإعادة تشكيل وتدريب قوات المدفعية الفارسية. عندما غادر أنتوني شيرلي بلاد فارس في مهمة دبلوماسية عرفت تاريخياٌ باسم السفارة الفارسية الأولى إلى أوروبا (1599-1602) ووصفت انها كانت فاشلة. وبقي روبرت في بلاد فارس مع 14 إنجليزياً آخر. هناك، في فبراير 1607 ، زوج الشاه عباس روبرت شيرلي من سامبسونيا، وهي سيدة مسيحية شركسية من طبقة النبلاء الشركس في بلاد فارس الصفوية. بعد تعميدها من قبل الكرمليين، تبنت اسم تيريزيا بالإضافة إلى اسمها.وهي ابنة إسماعيل خان وهو أحد كبار الشركس، أصبحت معروفة في الغرب باسم السيدة تيريسيا سامبسونيا شيرلي .
في عام 1608 أرسل الشاه عباس الأول الصفوي روبرت في مهمة دبلوماسية إلى جيمس الأول ملك إنجلترا وإلى أمراء أوروبيين آخرين بغرض توحيدهم في اتحاد ضد الإمبراطورية العثمانية حيث زار كراكوف وبراغ وفلورنسا وروما ومدريد ثم وصل إنجلترا عام 1611 والتقى بالملك. وعرفت مهمة شيرلي الدبلوماسية هذه بانها السفارة الفارسية الثانية إلى أوروبا (1609-1615) حيث انه سافر أولاً إلى الكومنولث البولندي الليتواني ، حيث استقبله سييسموند فاسا . في يونيو من ذلك العام، وصل إلى ألمانيا، حيث حصل على لقب كونت بلاتيني وعيّن فارساً في الإمبراطورية الرومانية المقدسة من قبل الإمبراطور رودولف الثاني . كما منحه البابا بولس الخامس لقب كونت. ومن ألمانيا سافر السير روبرت إلى فلورنسا ثم إلى روما، حيث دخل المدينة يوم الأحد 27 سبتمبر 1609، وحضر معه ثمانية عشر شخصاً. زار بعد ذلك ميلانو، ثم انتقل إلى جنوة، ومنها سافر إلى إسبانيا، ووصل إلى برشلونة في ديسمبر 1609. أرسل من أجل زوجته الفارسية، وظلوا في إسبانيا، وتحديدا في مدريد، حتى صيف عام 1611.اثبت روبرت نجاحاً كبيراً في مهمته الأولى هذه مع رجاله في بلاد فارس، من خلال تحديث الجيش؛ حيث حقق الصفويون أول انتصار ساحق لهم على العثمانيين في الحرب العثمانية الصفوية (1603–1618)، منهين الحرب بشروط ارضتهم جداً.
في عام 1613، عاد شيرلي إلى بلاد فارس عن طريق البحر، عن طريق رأس الرجاء الصالح ثم إلى الهند، عند مصب نهر السند، والهرب من محاولة لاغتياله من قبل البرتغاليين. عاد أخيرا إلى أصفهان مع زوجته في 1613 ,لم يكن الجميع في البلاط الصفوي سعداء برؤية الرجل الأنكليزي حيث أن جميع مرافقيه ماتوا خلال مؤامرة لتسميمهم ولم ينجوا إلا هو وزوجته. في عام 1615، رجع إلى أوروبا وخلال سير قافلة شيرلي في الصحراء الفارسية عام 1615 حصل لقاء ممتع بالصدفة، حيث التقت قافلة شيرلي مع توماس كريات، الرحالة غريب الأطوار وكاتب الرحلات (يحضر في بلاط الأمير هنري في لندن)، وعند وصوله مدريد أقام فيها عدة سنوات .
كانت رحلة شيرلي الثالثة إلى بلاد فارس عام 1627 عندما رافق السير دودمور كوتون أول سفير بريطاني إلى مملكة فارس، ولكن بعد فترة وجيزة من وصول شيرلي إلى البلاد، تعامل معه الشاه بقسوة، ثم توفي يوم 13 تموز 1628 في قزوين، فيما يعرف اليوم بشمال غرب إيران . وبعد أن دُفن هناك في البداية، تم نقل رفاته لاحقاً من قزوين إلى روما عام 1658 من قبل زوجته تيريزيا بعد إن أعتزلت إلى دير في نفس المدينة ملحق بكنيسة سانتا ماريا ديلا سكالا . فماتت ودفنت هناك مع زوجها عام 1668.

## في الفن
توجد لروبرت شيرلي وزوجته عدة صور في المجموعات الإنجليزية وهم يرتدون الزي الفارسي رسمت بواسطة الرسام أنطوني فان ديك.

## في الأدب
نشرت مكتبة جامعة كورنيل المذكرات التأريخية لسيرة حياة الأخوة الفرسان شيرلي:السير توماس شيرلي، السير أنتوني شيرلي، السير روبرت شيرلي، تحت عنوان «الأخوة شيرلي».